# Palais de Quisisana
Le palais de Quisisana (reggia di Quisisana en italien) est un palais royal italien construit au début du XIIIe siècle et qui a appartenu à la famille des Bourbon-Siciles. Il se trouve dans la frazione de Quisisana, dans la commune de Castellammare di Stabia, en Campanie.
Il a eu de nombreuses fonctions au cours des siècles, dont celle de palais royal, de collège, d'hôpital militaire puis d'hôtel avant de tomber en ruine après avoir été abandonné. Il est ensuite restauré en 2009 et racheté par la commune de Castellammare di Stabia qui l'a transformé en site consacré aux expositions temporaires ainsi qu'aux congrès et conférences.

## Histoire

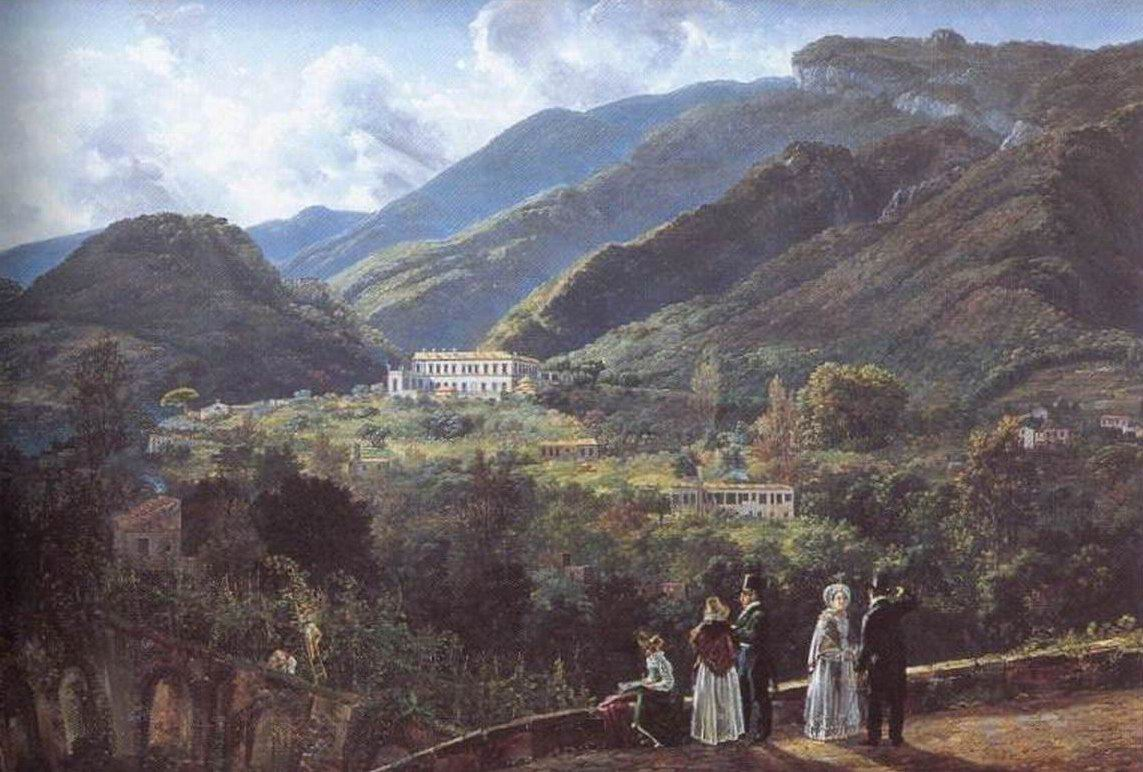
La Real Casina di Quisisana, peint en 1810 par Johan Christian Dahl.

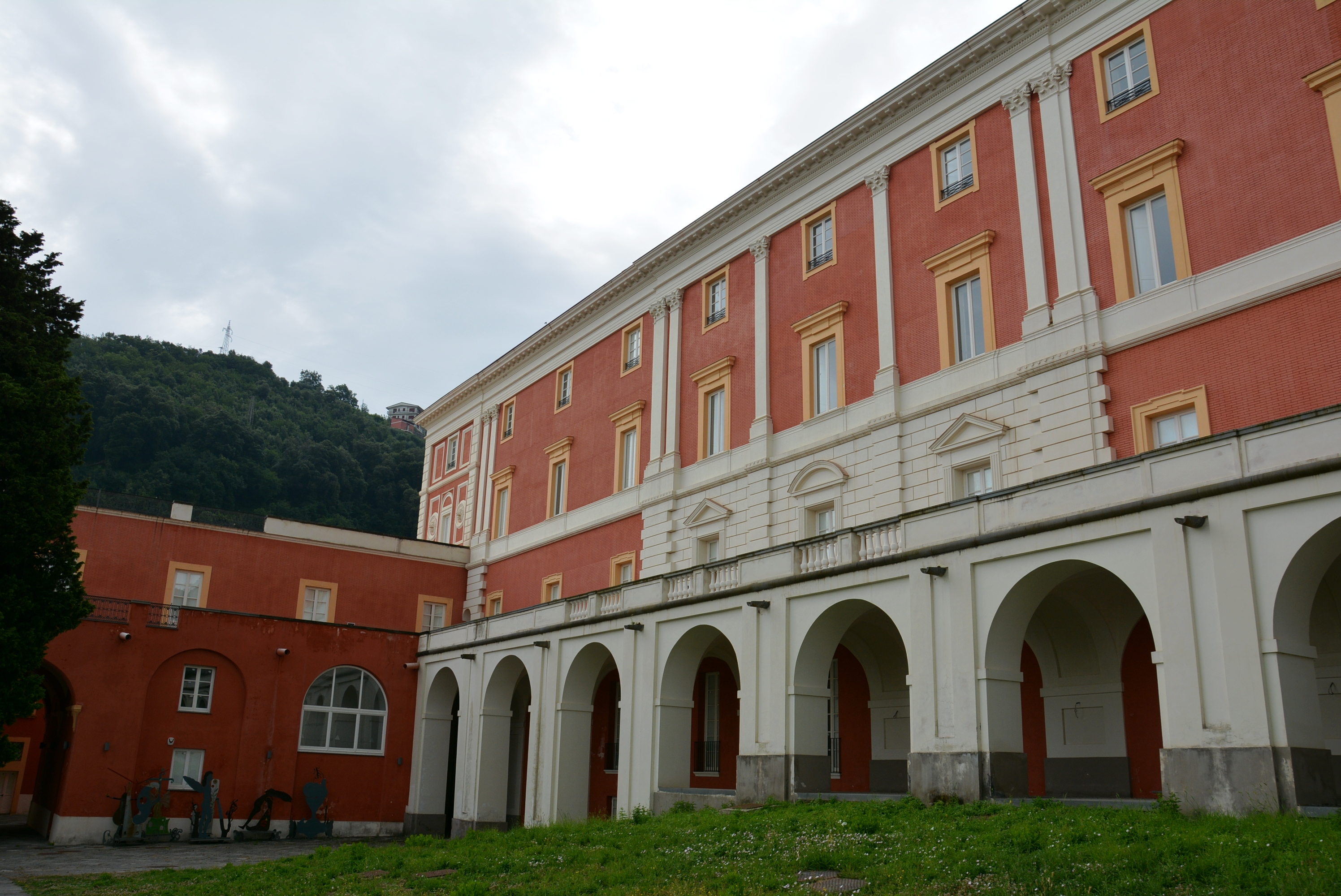
La façade monumentale.

Les origines du palais de Quisisana sont aujourd'hui incertaines, mais bien que l'on ne sache pas sa date de construction exacte, on sait qu'elle est antérieure à 1280 grâce à des documents rédigés par le roi Charles Ier de Sicile et aussi grâce au Décaméron du Boccace qui à la sixième nouvelle du dixième jour raconte l'histoire d'un chevalier nommé Neri degli Uberti qui s'installe à la cour du roi Charles Ier dans son palais situé à Castello a mare di Stabia (actuel Castellammare di Stabia).
L'emplacement du palais a été choisi pour son climat favorable et pour le panorama qu'il offre sur la baie de Naples. C'est pour ces raisons que la résidence a été appelée Domus de Loco Sano (maison de lieu sain), qui sera par la suite transformé en Quisisana. D'autres historiens soutiennent que le nom dériverait en fait d'une phrase prononcée par le roi Charles II d'Anjou, Qui si sana (ici, on se soigne), après avoir guéri d'une maladie grave dans sa demeure de Castellammare.
Les premières informations sur la vie au palais de Quisisana proviennent de l'époque de la domination de la famille royale d'Anjou sur le royaume de Naples. En effet, d'abord sous le roi Charles II, puis sous Robert Ier de Naples, la résidence a été agrandie pour former un édifice central bordé de deux ailes de forme octogonale, le premier en direction de la baie et le second sur donnant sur le chemin d'accès au palais. Il est doté de trois étages, le premier destiné au personnel, le second aux chambres du roi et de ses convives et le troisième à la direction du royaume.
En très peu d'années, le palais devient ainsi une des résidences estivales préférées des rois de Naples en gagnant de la célébrité pour son environnement salutaire et ainsi, en 1401, lors d'une épidémie de peste, le roi Ladislas Ier de Naples (également roi titulaire de Jérusalem, de Hongrie et de Croatie) s'y réfugie avec sa famille. La même situation advient de nouveau en 1420 quand la reine Jeanne II de Naples part y résider.
Après la domination de la Maison capétienne d'Anjou-Sicile, le royaume de Naples passe aux mains de la Couronne d'Aragon qui possède la Sardaigne ainsi que tout le Mezzogiorno. À partir de 1483, le palais devient une propriété de diverses familles nobles qui le modifient jusqu'en 1541 quand Castellammare di Stabia devient un fief de la famille Farnèse, dont un des membres, Paul III, est alors pape.
À cause du manque de considération que lui portent les Farnèse, installés à Parme et à Plaisance dont ils sont seigneurs, le palais de Quisisana tombe en ruine.
Jusqu'à l'arrivée au trône des Bourbons en 1734, très peu d'informations sur le sort du palais nous sont connues. La famille Farnèse s’éteint en 1766 en la personne d'Élisabeth Farnèse qui lègue le palais de Quisisana à son fils Charles III, roi d'Espagne et de Naples. Le palais (appelé à l'époque casino di Quisisana) est alors considéré comme le plus ancien palais royal du royaume.

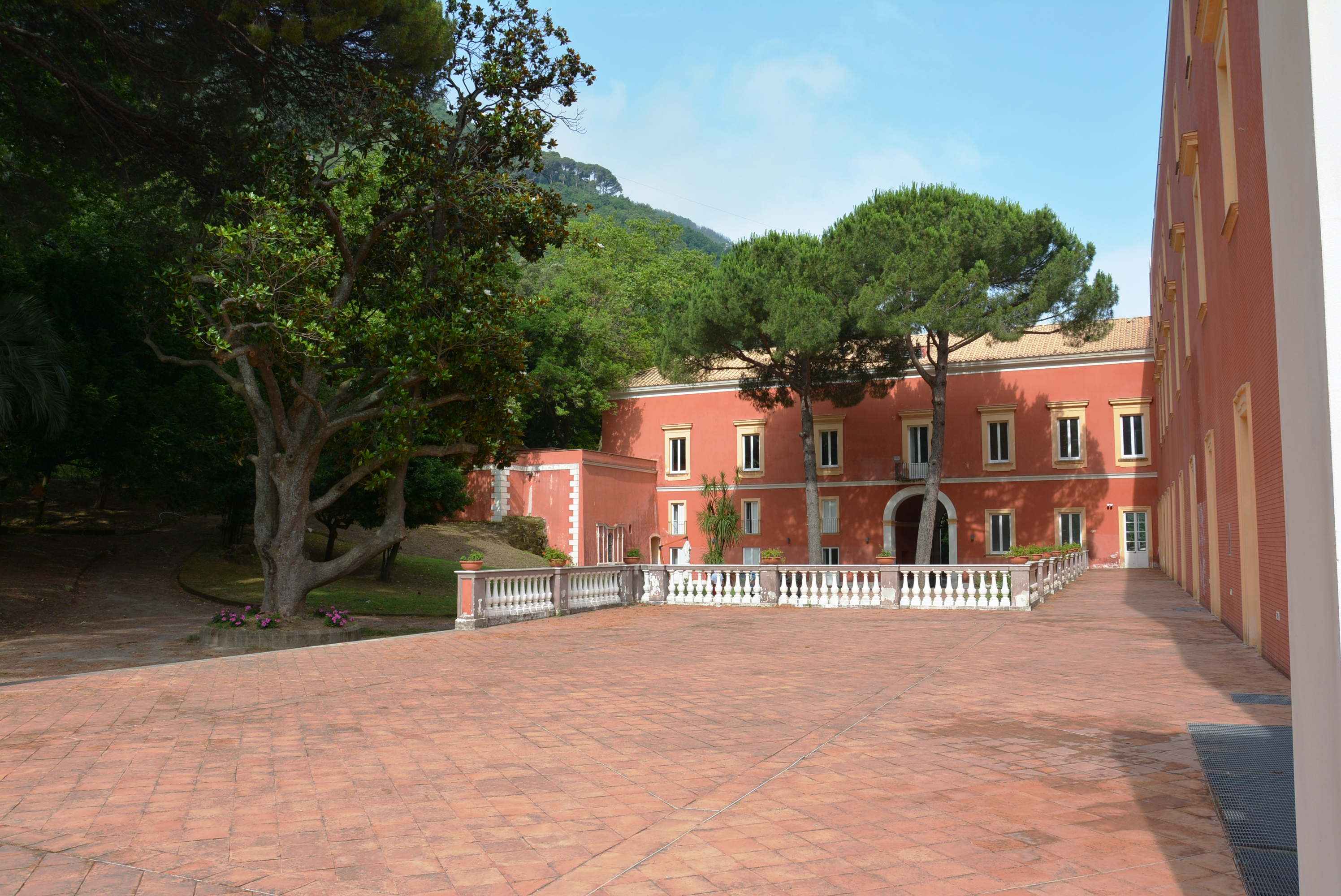
La terrasse.

En 1758, sous le règne de Ferdinand IV, débute une série de chantiers de restauration et d'agrandissement de la résidence qui prend une forme en L. Sous Ferdinand II des Deux-Siciles, le palais prend un style britannique et une grande terrasse lui est ajoutée d'où le roi effectue des parties de chasse aux cailles. Les travaux durent de 1758 à 1790, mais ne l’empêchent d'être utilisé par la famille royale que pendant peu d'années. C'est à cette époque que le palais arrive à son apogée avec 49 000 m2 habitables répartis sur deux étages, avec près de 100 chambres, deux terrasses et une chapelle. Après l'aménagement du bâtiment en lui-même, le roi s'occupa du parc entourant la résidence qui acquiert un style de jardin à l'italienne. De plus, il y fait construire quatre fontaines (appelées Fontaines du Roi), des belvédères, une maison coloniale, une église, une ferme fortifiée, une tour, une fabrique de cire, plusieurs écuries et des habitations pour le personnel. C'est à cause de la présence du palais de Quisisana que Castellammare di Stabia devient une des étapes obligatoires du Grand Tour.
Après la chute des Bourbons et du royaume de Naples à la suite de l'unification italienne, le palais est abandonné et toutes ses collections sont dérobées.
Après l'Unification italienne, le palais entre en possession de la Maison de Savoie jusqu'au 31 mai 1877 quand elle devient une possession domaniale de l’État italien et, une année plus tard, de la commune de Castellammare di Stabia qui à son tour la donne en gestion à des organismes privés. En 1898, sur forte pression du maire de la ville, le palais est transformé en hôtel appelé Albergo Margherita en honneur à la reine d'Italie, mais il est fermé en 1902.
Entre 1909 et 1910, le bâtiment abrite le Collège de l'Assomption de Naples, mais il est transformé en hôpital militaire durant la Première Guerre mondiale. En 1920, il accueille le Collège militaire de Rome et en 1923, sur demande du maire Francesco Monti, il est redevient un hôtel sous le nom de Royal Hotel Quisisiana. En 1928, il est aussi utilisé par l'Institut Supérieur Agraire et en 1931, le Royal Hotel est inscrit dans le Guide d'Italie du Touring Club Italiano comme hôtel de premier plan avec 200 chambres et 140 lits.
Pendant la Seconde Guerre mondiale, le palais est de nouveau utilisé comme hôpital militaire, mais à la fin de la guerre, il redevient un hôtel jusqu'au milieu des années 1960 quand il est définitivement fermé. C'est ainsi que le palais royal de Quisisana est complètement abandonné et en partie détruit à la suite du séisme de 1980 en Irpinia.
Après diverses initiatives, les travaux de restaurations débutent en mai 2002 pour se terminer en 2009 avec deux ans de retard. Plusieurs projets ont été imaginés pour utiliser le bâtiment : école de restauration, musée pour accueillir les pièces archéologiques provenant du site archéologique romain de Stabies. Il sert actuellement de lieu d'expositions temporaires, de congrès et de conférences. Chaque année y est organisé le Quisisana Festival où ont lieu des concerts de musique classique.

## Architecture

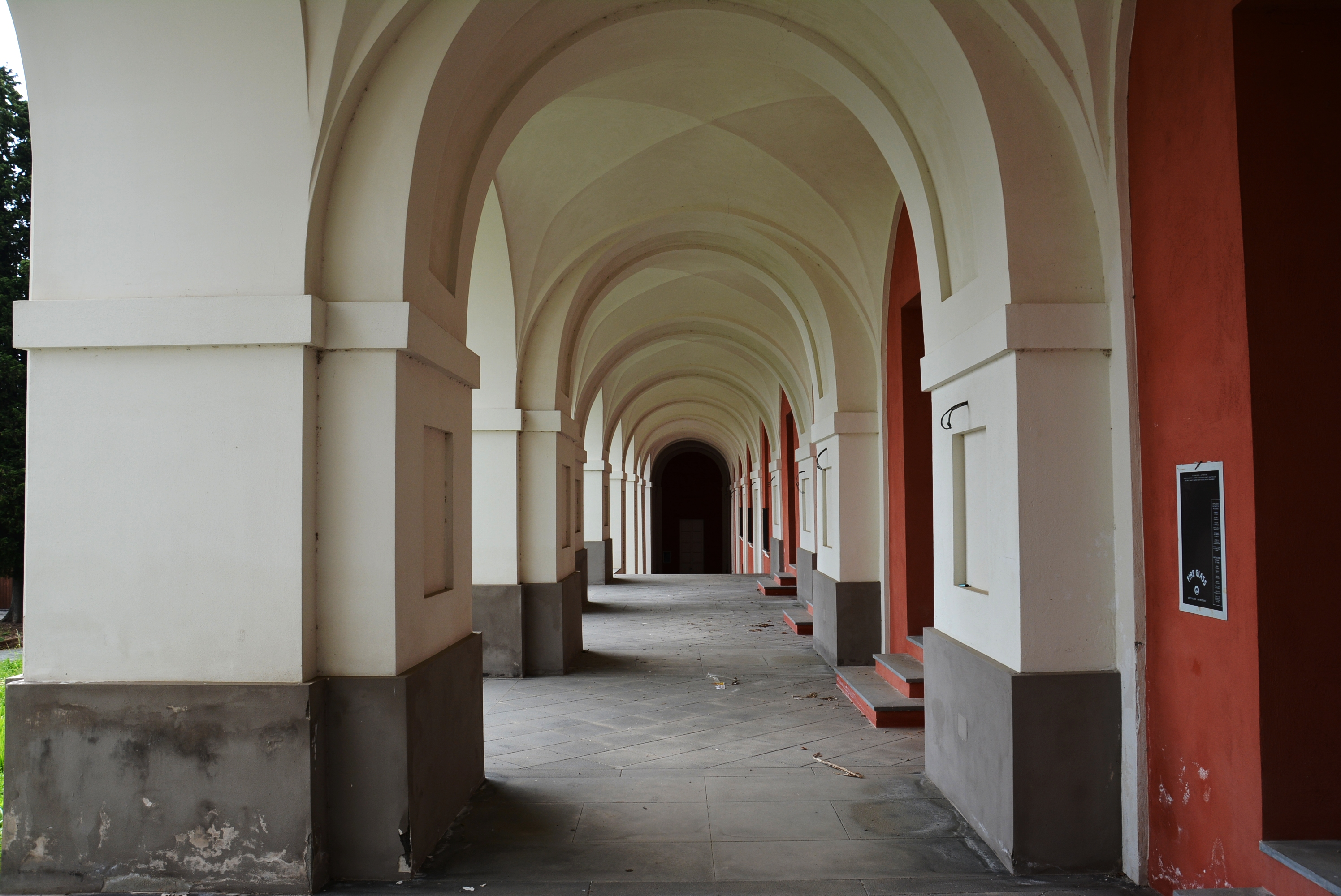
Le porche du palais.

La structure actuelle du palais de Quisisana, réalisée en murs porteurs, s'articule en trois parties unies entre elles et qui forment un L.
La première partie est sur deux étages et c'est par elle que l'on accède au palais. Elle est caractérisée par un vaste rez-de-chaussée avec un grand portail d'entrée qui donne sur une voie bordée d'arbres. Le premier étage, l'étage noble, donne sur le parc du palais et une grande terrasse.
La deuxième partie est placée à l'angle de la précédente et est caractérisée par des fenêtres ornées d'éléments d'architecture classique. Elle se compose de deux étages auxquels s'ajoutent des combles. La dernière partie, longée d'un porche, est construite en pente le long de la colline.
Tous le mobilier et les décors intérieurs ont été en grande partie perdus à cause de l'usure du temps et des infiltrations d'eau. Aux endroits où cela a été possible, l’État a fait restaurer et reconstruire certains chapiteaux corinthiens et des têtes de lions en pierre. La restauration a été effectuée avec les mêmes matériaux qui avaient été utilisés pour la construction du palais. Il a donc été évité d'utiliser du mortier et du ciment et les planchers ont été refaits avec le même type de bois, bien que renforcés.

## Parc du palais
Le parc du palais de Quisisana s'étend du ruisseau San Pietro à l'est au ruisseau des Monache sull'asse à l'ouest et du Mont Faito, au nord, à la Route nationale 145 Sorrentina, au sud.
Sa création remonte au XIIIe siècle, en même temps que le palais. Il a surtout été utilisé comme lieu de chasse des rois de Naples de la dynastie d'Anjou. C'est pourtant à partir de 1759, avec Ferdinand IV, que le parc arrive au maximum de sa splendeur à la suite de nombreux travaux pour la construction d'un mur autour de la résidence, la régularisation du flux de l'eau dans le parc, la construction de fontaines et le réaménagement des allées du parc pour permettre une meilleure visibilité sur la baie de Naples.
Entre le XVIIIe siècle et le XIXe siècle, le parc est encore agrandi et réaménagé : une tour et des escaliers sont construits, ainsi que des bancs en marbre et des allées. Des parterres de fleurs avec des contours en tuf volcanique sont ajoutés, ainsi qu'un complexe de cinq fontaines en marbre blanc (appelées Fontaines du Roi) entourées de platanes et de marronniers d'Inde.
La flore présente dans le parc est constituée de quelques arbres monumentaux, dont un pin d'Alep d'une circonférence de 4,95 mètres, mais aussi de néfliers du Japon, de dattiers des Canaries, d'eucalyptus, des pins maritimes, de cyprès, de camélias et de magnolias. Dans la forêt du parc, on trouve des châtaigniers, des charmes, des ormes et des chênes verts.

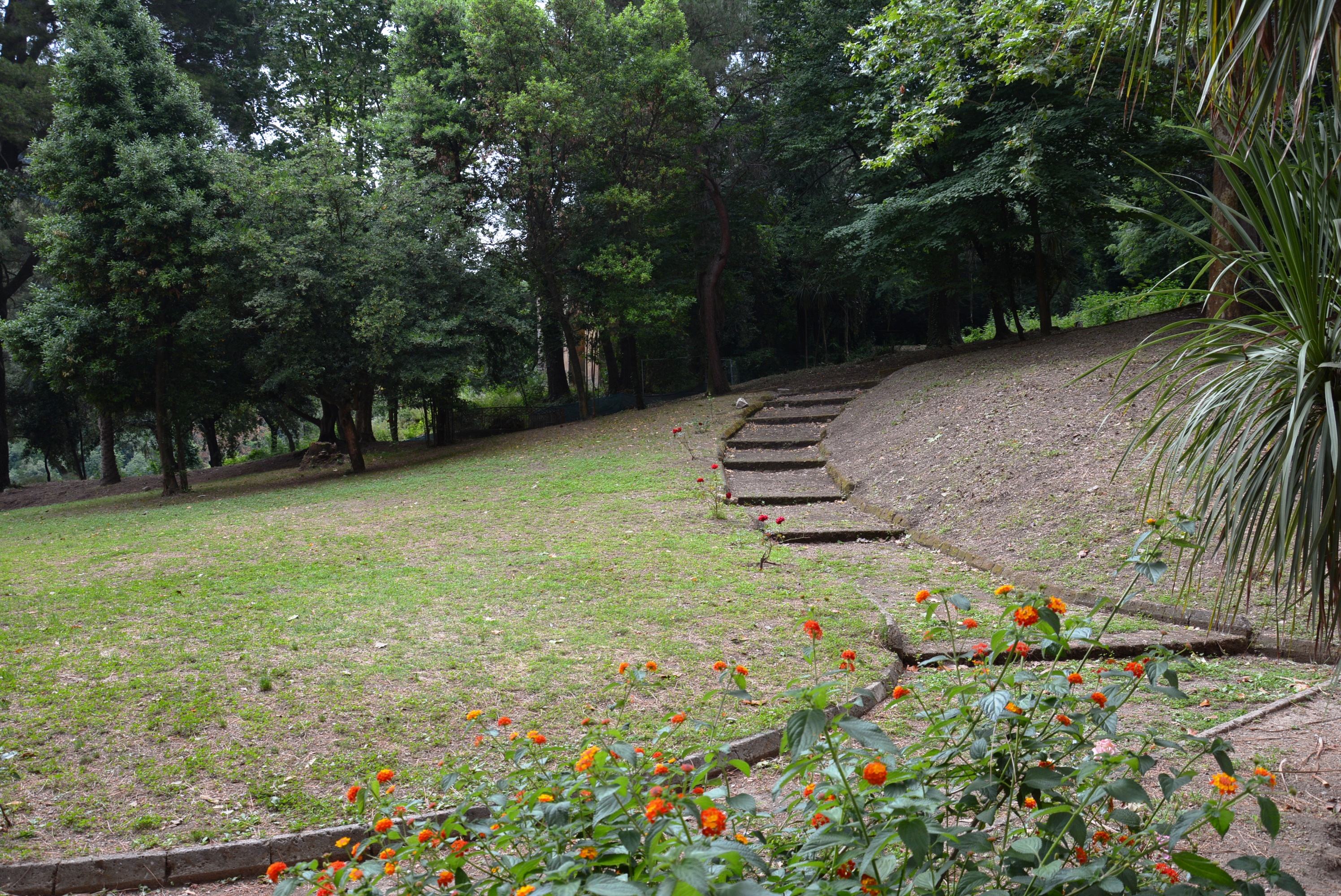
Le parc.
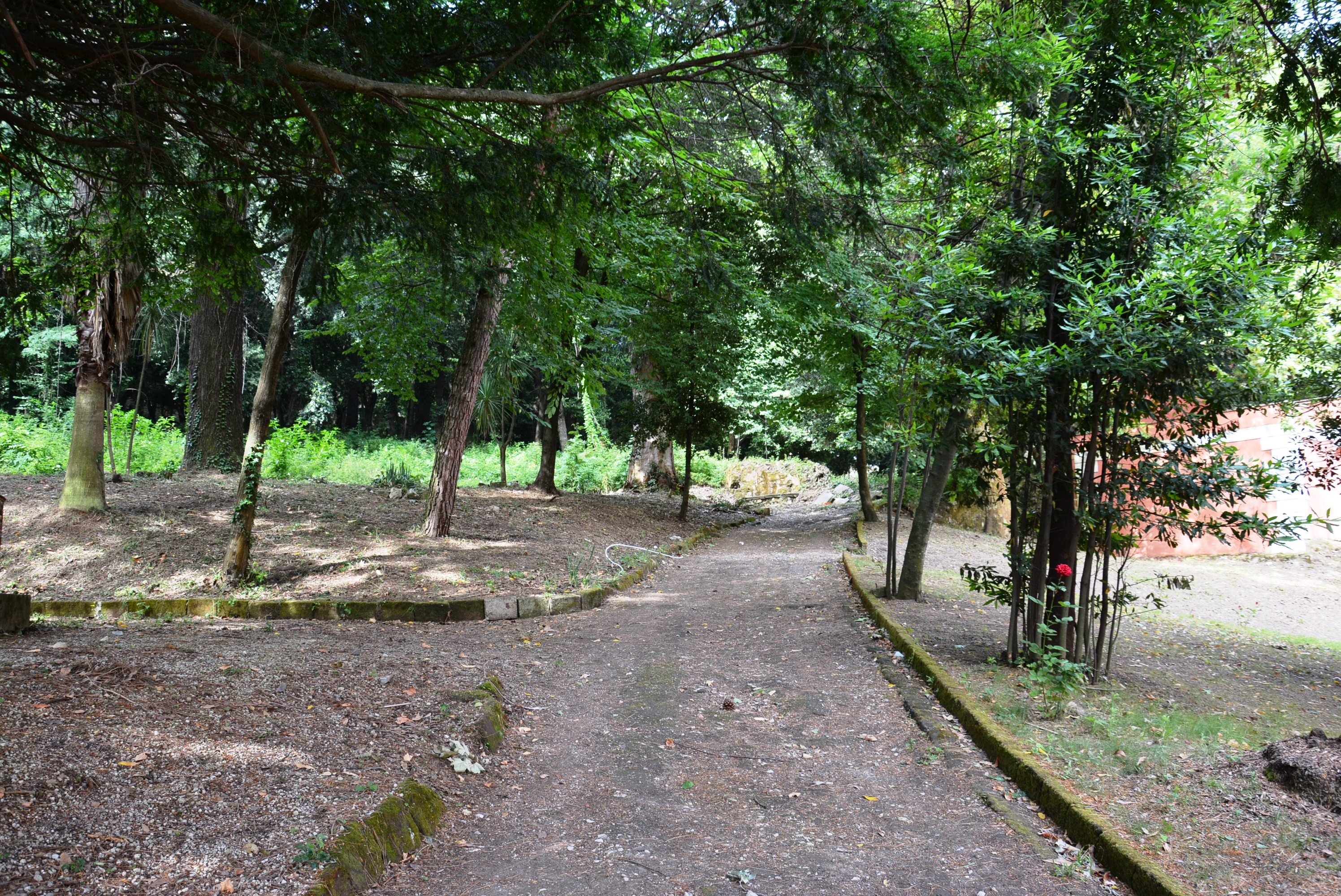
Une des allées du parc.
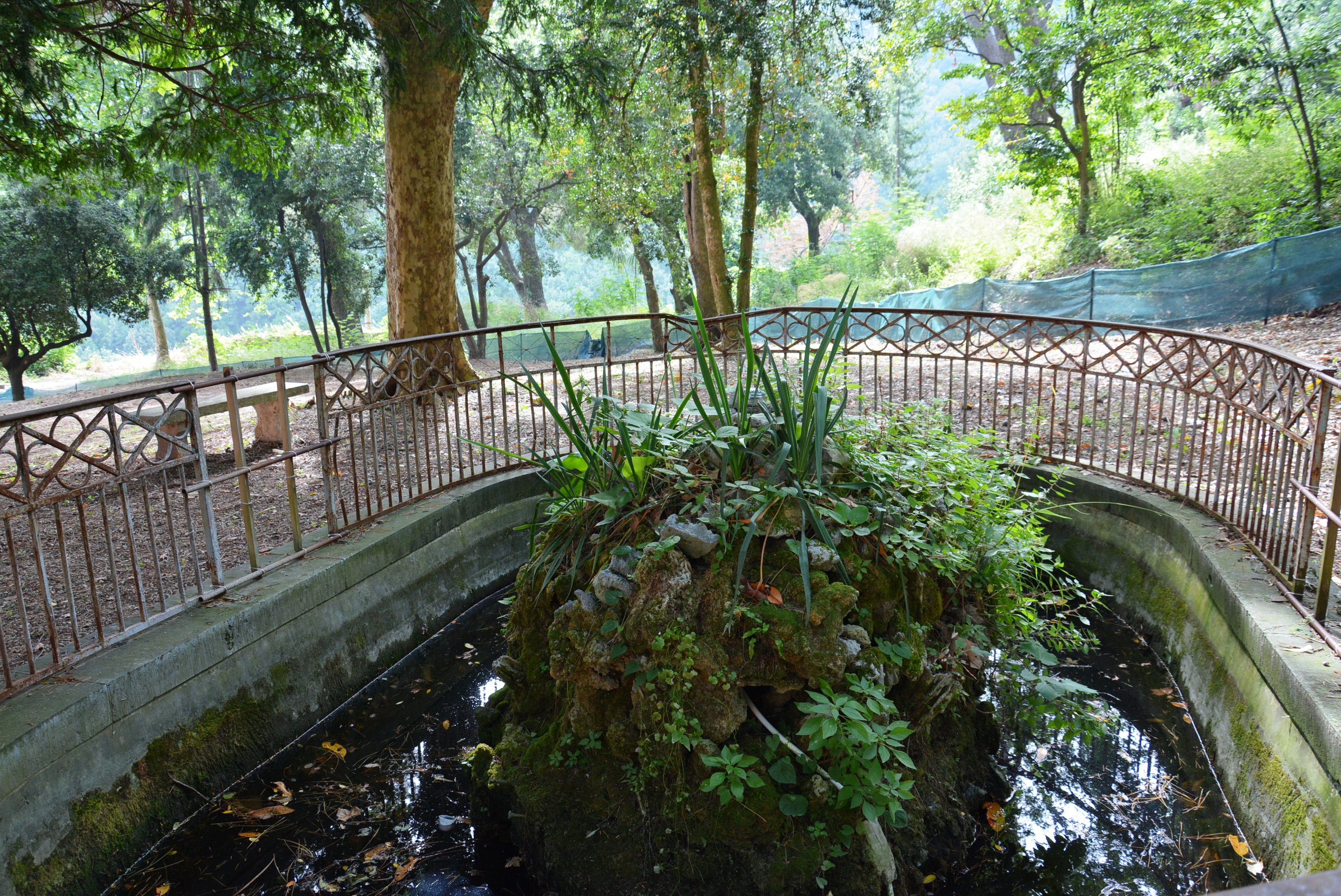
Une fontaine.